# Osloregionen
Osloregionen eller Stor-Oslo är en beteckning på storstadsregionen kring Oslo i Norge.
Det finns två definitioner. Den större definitionen av regionen hade 1 546 706 invånare 1 januari 2015. Den innehåller 46 kommuner, förutom Oslo stad, alla 22 kommuner i Akershus fylke och ett antal i Buskerud, Vestfold och Østfold och en i Oppland fylke. Regeringen har använt denna definition och den är beräknad på ett område varifrån betydande arbetspendling sker till Oslo.
Norska Statistisk Sentralbyrå definierar regionen lite mindre, genom att Mosseregionen och Drammensregionen inte räknas med, och räknade då med 34 kommuner och 1 323 244 invånare 1 januari 2015. Den större varianten är Nordens tredje största storstadsregion men den mindre har något mindre befolkning än Storhelsingfors i Finland.  Regionen betjänas av Oslos pendeltåg (varumärke NSB Lokaltog).
| Kommune        | Befolkning 2002 | Befolkning 2010 | Befolkning 2011 | Område            | Fylke    |
| -------------- | --------------- | --------------- | --------------- | ----------------- | -------- |
| Oslo           | 512 589         | 586 860         | 599 230         | Oslo              | Oslo     |
| Lørenskog      | 29 834          | 32 730          | 33 308          | Indre Sirkel Nord | Akershus |
| Nittedal       | 19 185          | 20 939          | 21 165          | Indre Sirkel Nord | Akershus |
| Rælingen       | 14 631          | 15 591          | 15 920          | Indre Sirkel Nord | Akershus |
| Skedsmo        | 40 034          | 47 723          | 48 752          | Indre Sirkel Nord | Akershus |
| Enebakk        | 8 965           | 10 176          | 10 262          | Indre Sirkel Sør  | Akershus |
| Nesodden       | 15 777          | 17 348          | 17 515          | Indre Sirkel Sør  | Akershus |
| Oppegård       | 23 152          | 24 882          | 25 072          | Indre Sirkel Sør  | Akershus |
| Ski            | 25 763          | 28 023          | 28 587          | Indre Sirkel Sør  | Akershus |
| Bærum          | 101 497         | 111 213         | 112 789         | Indre Sirkel Vest | Akershus |
| Aurskog-Høland | 12 997          | 14 294          | 14 632          | Ytre Sirkel Nord  | Akershus |
| Eidsvoll       | 18 035          | 20 689          | 21 128          | Ytre Sirkel Nord  | Akershus |
| Fet            | 9 327           | 10 238          | 10 431          | Ytre Sirkel Nord  | Akershus |
| Gjerdrum       | 4 778           | 5 821           | 5 990           | Ytre Sirkel Nord  | Akershus |
| Hurdal         | 2 624           | 2 617           | 2 619           | Ytre Sirkel Nord  | Akershus |
| Nannestad      | 9 436           | 10 927          | 11 128          | Ytre Sirkel Nord  | Akershus |
| Nes            | 17 458          | 18 827          | 19 049          | Ytre Sirkel Nord  | Akershus |
| Sørum          | 12 386          | 15 369          | 15 686          | Ytre Sirkel Nord  | Akershus |
| Ullensaker     | 21 942          | 29 088          | 30 081          | Ytre Sirkel Nord  | Akershus |
| Lunner         | 8 455           | 8 600           | 8 654           | Ytre Sirkel Nord  | Oppland  |
| Asker          | 49 990          | 54 623          | 55 284          | Ytre Sirkel Vest  | Akershus |
| Hurum          | 8 599           | 9 045           | 9 155           | Ytre Sirkel Vest  | Buskerud |
| Røyken         | 16 749          | 18 894          | 19 264          | Ytre Sirkel Vest  | Buskerud |
| Frogn          | 12 962          | 14 622          | 14 814          | Ytre Sirkel Sør   | Akershus |
| Vestby         | 12 515          | 14 373          | 14 708          | Ytre Sirkel Sør   | Akershus |
| Ås             | 14 037          | 16 386          | 16 733          | Ytre Sirkel Sør   | Akershus |
| Askim          | 13 673          | 14 864          | 14 909          | Ytre Sirkel Sør   | Østfold  |
| Eidsberg       | 9 919           | 10 821          | 10 940          | Ytre Sirkel Sør   | Østfold  |
| Hobøl          | 4 455           | 4 742           | 4 852           | Ytre Sirkel Sør   | Østfold  |
| Marker         | 3 319           | 3 471           | 3 476           | Ytre Sirkel Sør   | Østfold  |
| Rømskog        | 657             | 688             | 678             | Ytre Sirkel Sør   | Østfold  |
| Skiptvet       | 3 258           | 3 541           | 3 576           | Ytre Sirkel Sør   | Østfold  |
| Spydeberg      | 4 670           | 5 167           | 5 265           | Ytre Sirkel Sør   | Østfold  |
| Trøgstad       | 4 952           | 5 092           | 5 142           | Ytre Sirkel Sør   | Østfold  |
| Moss           | 27 338          | 30 030          | 30 265          | Mosseregionen     | Østfold  |
| Rygge          | 13 539          | 14 293          | 14 426          | Mosseregionen     | Østfold  |
| Råde           | 6 388           | 6 882           | 6 946           | Mosseregionen     | Østfold  |
| Våler          | 4 126           | 4 472           | 4 573           | Mosseregionen     | Østfold  |
| Drammen        | 55 862          | 62 566          | 63 582          | Drammensregionen  | Buskerud |
| Lier           | 21 536          | 23 267          | 23 580          | Drammensregionen  | Buskerud |
| Nedre Eiker    | 20 931          | 22 687          | 22 917          | Drammensregionen  | Buskerud |
| Øvre Eiker     | 15 161          | 16 616          | 16 987          | Drammensregionen  | Buskerud |
| Hof            | 3 033           | 3 064           | 3 073           | Drammensregionen  | Vestfold |
| Holmestrand    | 9 426           | 10 065          | 10 152          | Drammensregionen  | Vestfold |
| Sande          | 7 524           | 8 303           | 8 529           | Drammensregionen  | Vestfold |
| Svelvik        | 6 445           | 6 466           | 6 494           | Drammensregionen  | Vestfold |
| Total          | 1 259 929       | 1 416 995       | 1 442 318       |                   |          |